# TV Rock
TV Rock ist ein australisches Produzententeam im Bereich Elektro/House aus Melbourne, bestehend aus Grant Smillie und Ivan Gough.
Seit 2004 ist das Duo als Produzent zahlreicher Remixe aktiv, darunter für Armand Van Helden, Sander Kleinenberg, Fedde Le Grand oder Paul van Dyk. Mit ihrer ersten eigenen Single Flaunt Ii featuring Seany B erreichten sie direkt Platz 1 in Australien 2006. In jenem Jahr erschien ihr Debütalbum Sunshine City.

## Diskografie (Auswahl)
Alben
- 2006: Sunshine City

Singles
- 2006: Flaunt It (feat. Seany B)
- 2006: Bimbo Nation (feat. Nancy Vice)
- 2007: The Others (TV Rock vs. Dukes of Windsor)
- 2008: Release Me (feat. Zoe Badwi)
- 2009: In the Air (feat. Rudy)
- 2011: Diamonds in the Sky (With Hook n Sling feat. Rudy)